# Оптична теорема
Оптична теорема — співвідношення, яке зв'язує повний переріз розсіяння з уявною частиною амплітуди розсіяння вперед.
{\displaystyle \sigma ={\frac {4\pi }{k}}{\text{Im}}\,A(0)},
де {\displaystyle \sigma } — повний переріз розсіяння, k — хвильове число хвилі, яка налітає на мішень, A(0) — амплітуда розсіяння вперед, тобто розсіяння на нульовий кут.
Наслідком оптичної теореми є те, що коли об'єкт розсіює світло чи будь-яку іншу хвилю, то в центрі тіні за ним повинна бути ненульова інтенсивність розсіяної хвилі. Однак хвильове поле, що спостерігається на експерименті, є сумою розсіяної і падаючої хвиль. Сумарна ж інтенсивність в центрі тіні буде дорівнювати нулю.